# فيريناي
مربى الفيريناي هي كلمة روسية وتعني فاكهة محفوطة تقليدية منتشرة بشكل كبير في أوروبا (روسيا، وأوكرانيا، وبيلاروسيا) وأيضا في منطقة البلطيق (تنطق بالليتوانية: يوجيني (مربي)، وباللاتيفية: ايانمافيوس (مربي) وبالأستونية: مووزس).
تصنع بطهي التوت مع فواكه أخرى أو نادرا مكسرات، وخضراوات، أو زهور في شراب السكر، وفي بعض الوصفات التقليدية تستخدم محليات أخرى كعسل النحل أو دبس السكر بالإضافة  للسكر.
الفيريناى هي شبيهة للمربي بإستثناء أن الفاكهة منقوعة، ولينة، ولا يضاف عوامل للتبلور. وهي تتميز بسيرب ثقيل وشفاف باللون الطبيعي للفاكهة المستخدمة فيها.

## طريقه التحضير
تصنيع الفيرنياي يتطلب توازن دقيق في الطهي، أو أحيانا النقع في مزيج السكر الساخن لوقت كافي حتى يتثنى استخلاص النكهة من الفاكهة ويسمح للسكر بالدخول في الفاكهة، وطهي هذه الفاكهة لوقت طويل يفسدها ويحولها لشبه سائل. بعض السوائل ذات القشرة السميكة يتطلب طهيها عدة ساعات؛ بينما هناك فاكهة أخرى مناسبة لعمل «قيرنياى الخمس دقائق» ينثر السكر الجاف على الفاكهة الغير مطهية، ويوضع على هيئة طبقات، ويترك لعدة ساعات لينقع مع الفاكهة والمزيج المتكون عنه يسخن لمدة خمس دقائق.
أكثر الأنواع شهرة من الفيرنياي تصنع من الفاكهة والتوت المحلي المتوفر كالتوت الحامض، والفراولة، والمشمش، والتفاح. بشكل عام؛ فعليا يمكن استخدام أي نوع من الفاكهة وأيضا الخضروات، والمكسرات، والصنوبر وبتلات الزهور.

## معرض صور

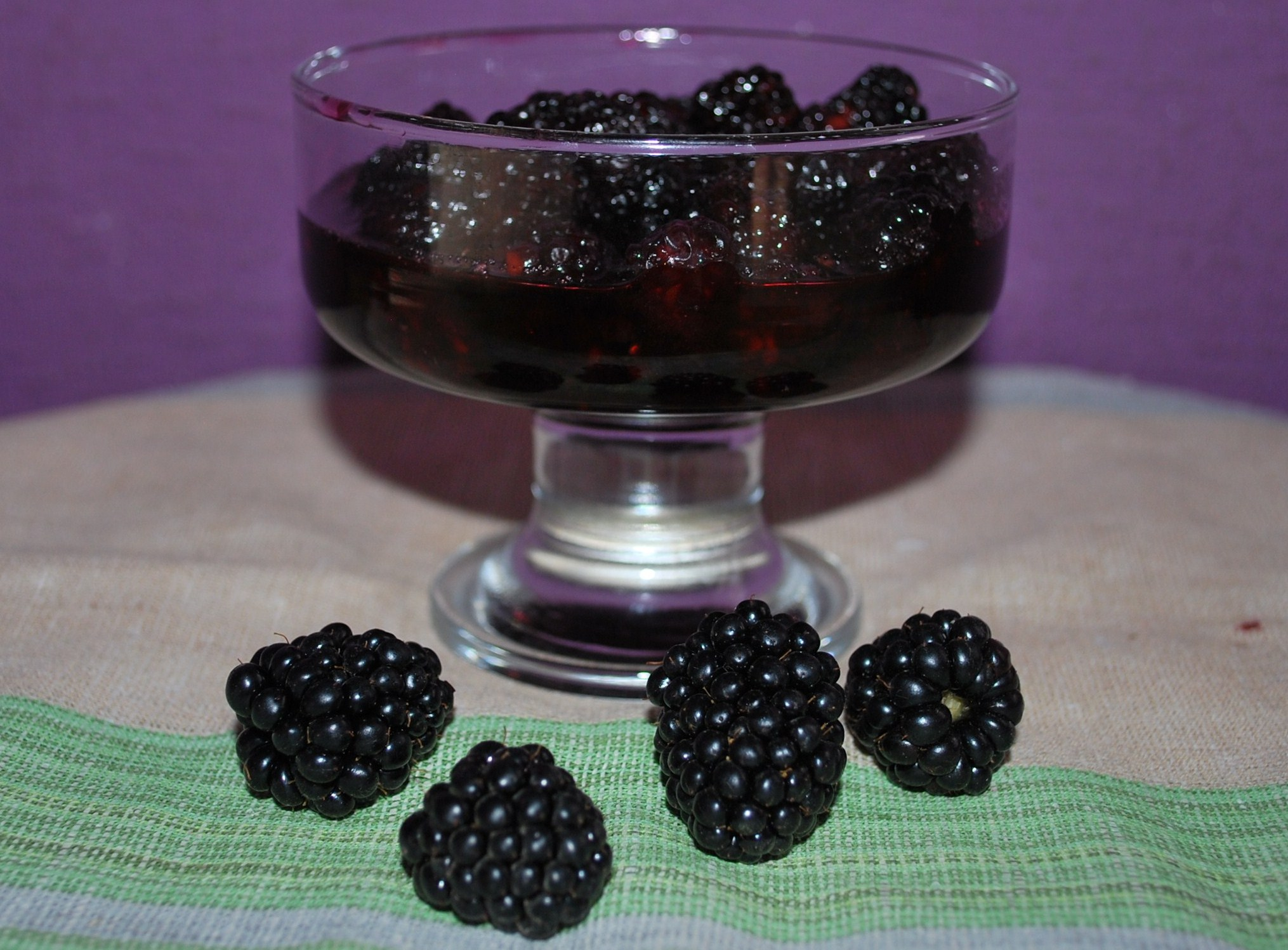
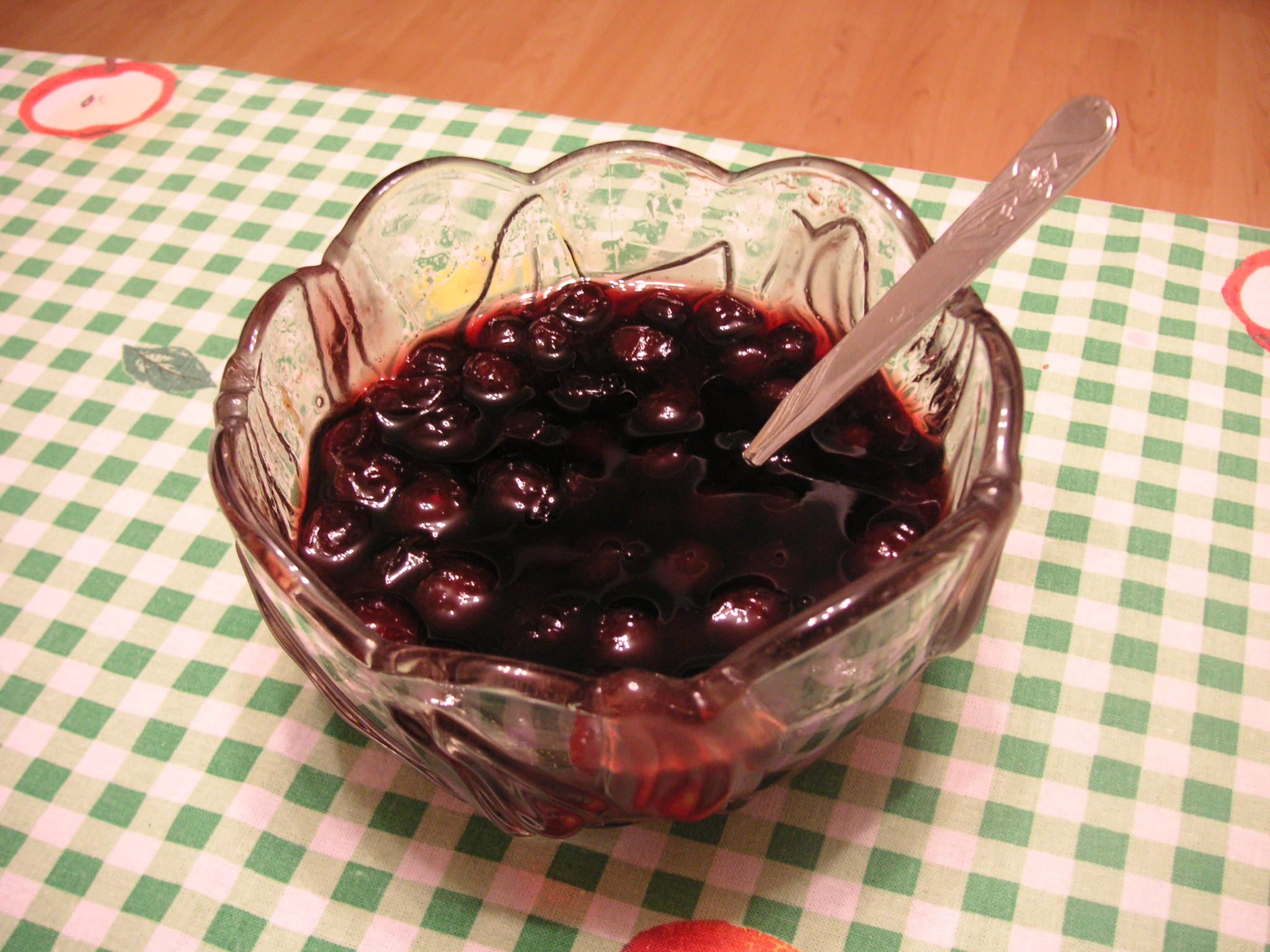
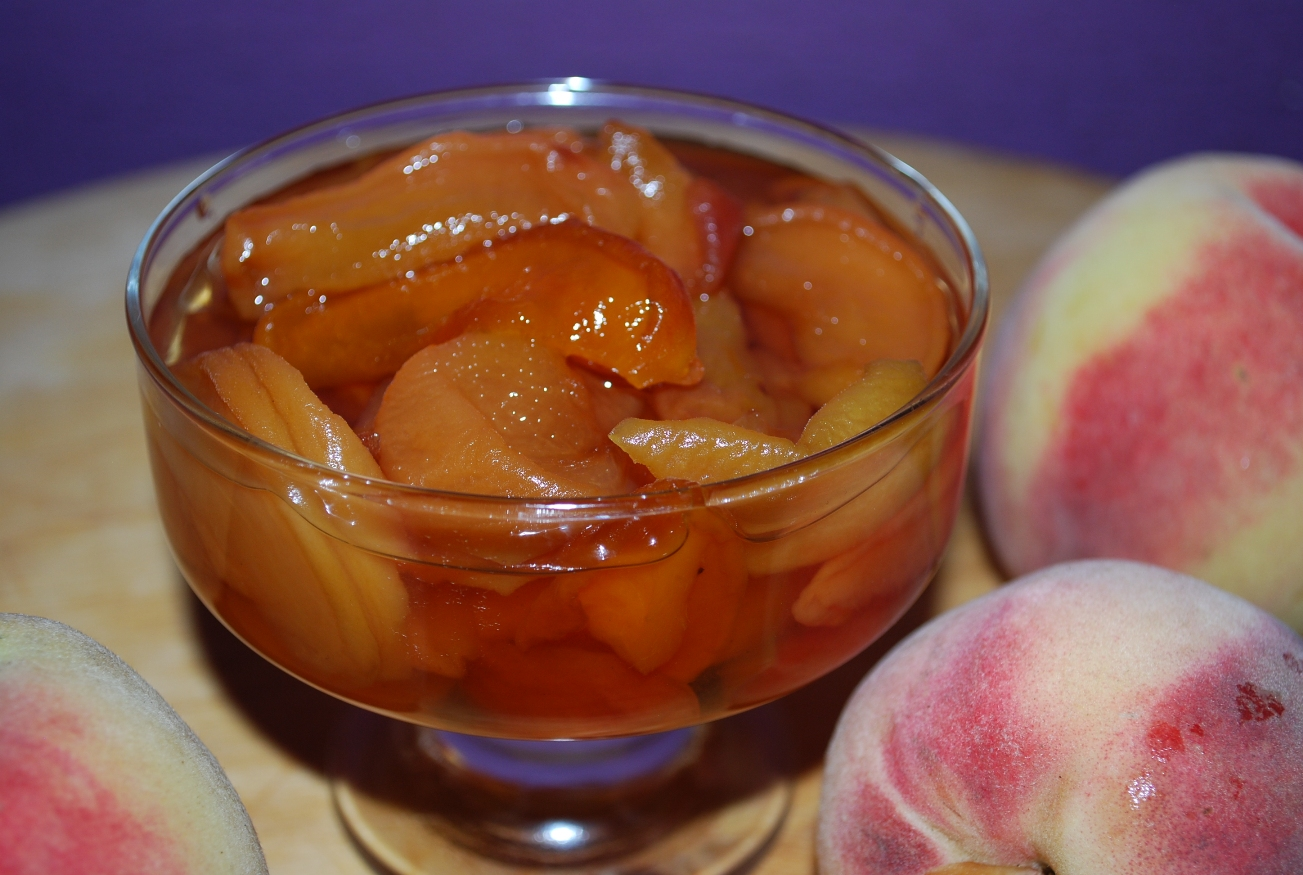
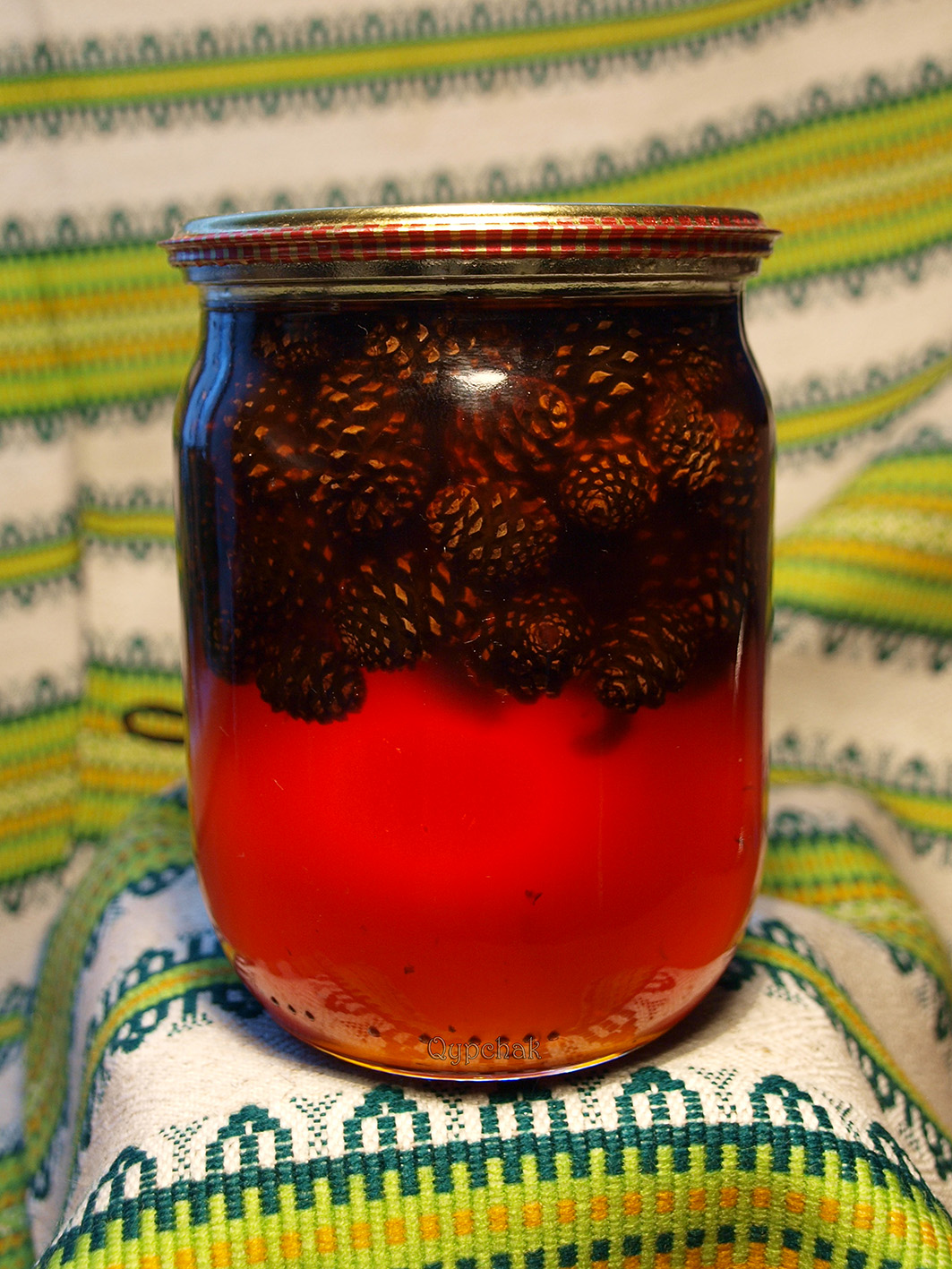